# Jugra

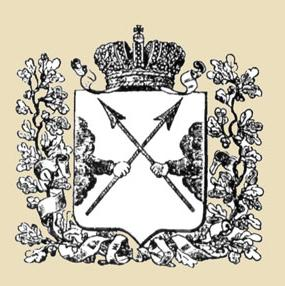
Herb Księstwa Jugorskiego.

Jugra lub Juhra (ros. Югра, od komijskiego Jögra) – staroruska nazwa obszarów zamieszkanych przez Jugrów (dzisiejszych Chantów i Mansów), tj. terenów położonych na zachodniej Syberii, oraz we wschodnim skrawku Europy, pomiędzy północnym Uralem a Peczorą.
Tereny te w większości wchodzą obecnie w skład Chanty-Mansyjskiego Okręgu Autonomicznego. Część historycznych ziem Jugry znajduje się także w granicach Jamalsko-Nienieckiego Okręgu Autonomicznego oraz północno-wschodnim skrawku rosyjskiej Republiki Komi. Do europejskiej części omawianych terenów przestano stosować nazwę Jugra już około XII wieku, gdy zaludnili go Komiacy, wypierając plemiona jugryjskie. 
W 2003 r., w nawiązaniu do historycznej nazwy tych obszarów, Chanty-Mansyjski Okręg Autonomiczny przemianowano na Chanty-Mansyjski Okręg Autonomiczny - Jugra.